# سیارک ۸۸۱۷
سیارک ۸۸۱۷ (به انگلیسی: 8817 Roytraver، نامگذاری:1985JU1) هشت هزار و هشتصد و هفدهمین سیارک کشف شده‌است که در ۱۳ مه ۱۹۸۵ کشف شد.
قدر مطلق سیارک برابر ۱۷.۸ است.